# Hittnau
Hittnau är en ort och kommun i distriktet Pfäffikon i kantonen Zürich, Schweiz. Kommunen har 3 912 invånare (2023).
I kommunen finns även orten Dürstelen.